# Parti de la lumière
Al-Nour ou Parti de la lumière (حزب النور (ḥizb An-Nūr)) est un parti politique égyptien d'extrême droite fondé par la da’wa salafiya, (la « Prédication salafiste »)en 2011. 
Al-Nour se présente comme ultra-conservateur, et désireux de faire appliquer de façon stricte leur conception de la charia. Avec la révolution, il a abandonné les méthodes de prosélytisme apolitique et est entré dans l’arène politique et médiatique. Beaucoup soupçonnent Al-Nour de bénéficier des fonds du Golfe. Au mois de novembre 2011, une enquête du ministère de la justice a révélé que l'organisation Ansar Al-Sunna, la plus importante association de charité salafiste égyptienne, avait reçu, au lendemain de la révolution, la plus grosse somme perçue par une ONG égyptienne : 30 millions de dollars (23,5 millions d'euros) du Qatar, plus 19 millions du Koweït. Après la révolution de 2011, il se classe deuxième en voix aux élections législatives derrière le parti des Frères musulmans. 
Ce parti soutient Abdel Moneim Aboul Fotouh. 
Leur programme ressemble à celui de tous les partis. Selon Stéphane Lacroix leur programme, écris par des comités d'universitaires n'a rien de salafiste. Mise à part une insistance assez théorique sur la charia, ce serait de la social-démocratie. à l'instar des extrêmes droites européennes, ils ne sont même pas contre le capitalisme. Ils prônent une justice sociale, et la redistribution mais dans un cadre purement capitaliste et économiquement libéral. La base économique de la da’wa salafiya et du parti provient « essentiellement d’hommes d’affaires, souvent détenteurs de petits commerces ou PME.
Le chercheur Ashraf El-Sherif rappelle « les six piliers de leurs activités politiques » : 
➞ préserver l’identité islamique de l’Égypte contre l’occidentalisation, la corruption et la dégradation de la morale ;
➞ poursuivre des réformes politiques, constitutionnelles, juridiques nécessaires pour consolider les bases d’une politique fondée sur la charia ;
➞ diffuser des valeurs islamiques contre les dérives de la laïcité dans la société, l’économie, l’éducation, la vie de famille, et la culture ainsi que présenter des modèles islamiques alternatifs ;
➞ promouvoir le développement économique du pays, l’indépendance et la justice sociale par des politiques anti-pauvreté ;
➞ sauvegarder les libertés, droits et différences conformément à la charia ;
➞ créer des organisations dans la société civile.